# 6535 Archipenko
6535 Archipenko è un asteroide della fascia principale. Scoperto nel 1960, presenta un'orbita caratterizzata da un semiasse maggiore pari a 2,4203707 UA e da un'eccentricità di 0,1791159, inclinata di 12,23507° rispetto all'eclittica.
L'asteroide è stato dedicato allo scultore ucraino-americano Alexander Archipenko.